# استودان (دخمه) باباطاهر
استودان (دخمه) باباطاهر مربوط به تمدن الیمائی است و در شهرستان بویراحمد، بخش مارگون، روستای باباحاجی واقع شده و این اثر در تاریخ ۷ مهر ۱۳۸۱ با شمارهٔ ثبت ۶۲۷۸ به‌عنوان یکی از آثار ملی ایران به ثبت رسیده است.